# Torryburn
Torryburn est un village situé dans le Fife, en Écosse. En 2020 la population de Torryburn est estimée à 1 030 habitants.